# Fortaleza
Fortaleza ([foʁtaˈlezɐ], în dialectul local [fɔɦtaˈlezɐ], fortăreață în limba portugheză) este un municipiu în Brazilia, reședința statului Ceará. Are o populație de 2.416.920 locuitori (2006) și suprafață de 313,14 km². Regiunea metropolitană are aproximativ 4.415.455 locuitori.
Stațiune la Atlantic.

## Personalități născute aici
- José de Alencar (1829 - 1877), avocat, scriitor;
- Alberto Nepomuceno⁠(d) (1864 - 1920), compozitor, dirijor;
- Gustavo Barroso (1888 - 1959), scriitor, om politic;
- Humberto de Alencar Castelo Branco⁠(d) (1897 - 1967), om politic, fost președinte al Braziliei;
- Hélder Câmara⁠(d) (1909 - 1999), arhiepiscop, om de stat;
- Rachel de Queiroz (1910 - 2003), scriitoare;
- Mário Jardel (n. 1973), fotbalist;
- Dudu Cearense (n. 1983), fotbalist;
- Ariclenes da Silva Ferreira⁠(d) (cunoscut ca Ari, n. 1985), fotbalist;
- Raffael Caetano de Araújo⁠(d) (cunoscut ca Raffael, n. 1985), fotbalist;
- Ronny Heberson Furtado de Araújo⁠(d) (cunoscut ca Ronny, n. 1986), fotbalist;
- Elaine Gomes (n. 1992), handbalistă;
- Wendell Nascimento Borges⁠(d) (cunoscut ca Wendell, n. 1993), fotbalist;
- Thiago Monteiro (n. 1994), tenismen;
- Leonardo de Sousa Pereira⁠(d) (cunoscut ca Léo Ceará, n. 1995), fotbalist.